# 17885 Brianbeyt
17885 Brianbeyt (1999 CF118) là một tiểu hành tinh vành đai chính được phát hiện ngày 12 tháng 2 năm 1999 bởi nhóm nghiên cứu tiểu hành tinh gần Trái Đất phòng thí nghiệm Lincoln ở Socorro.